# انسلاخ (مفصليات الأرجل)

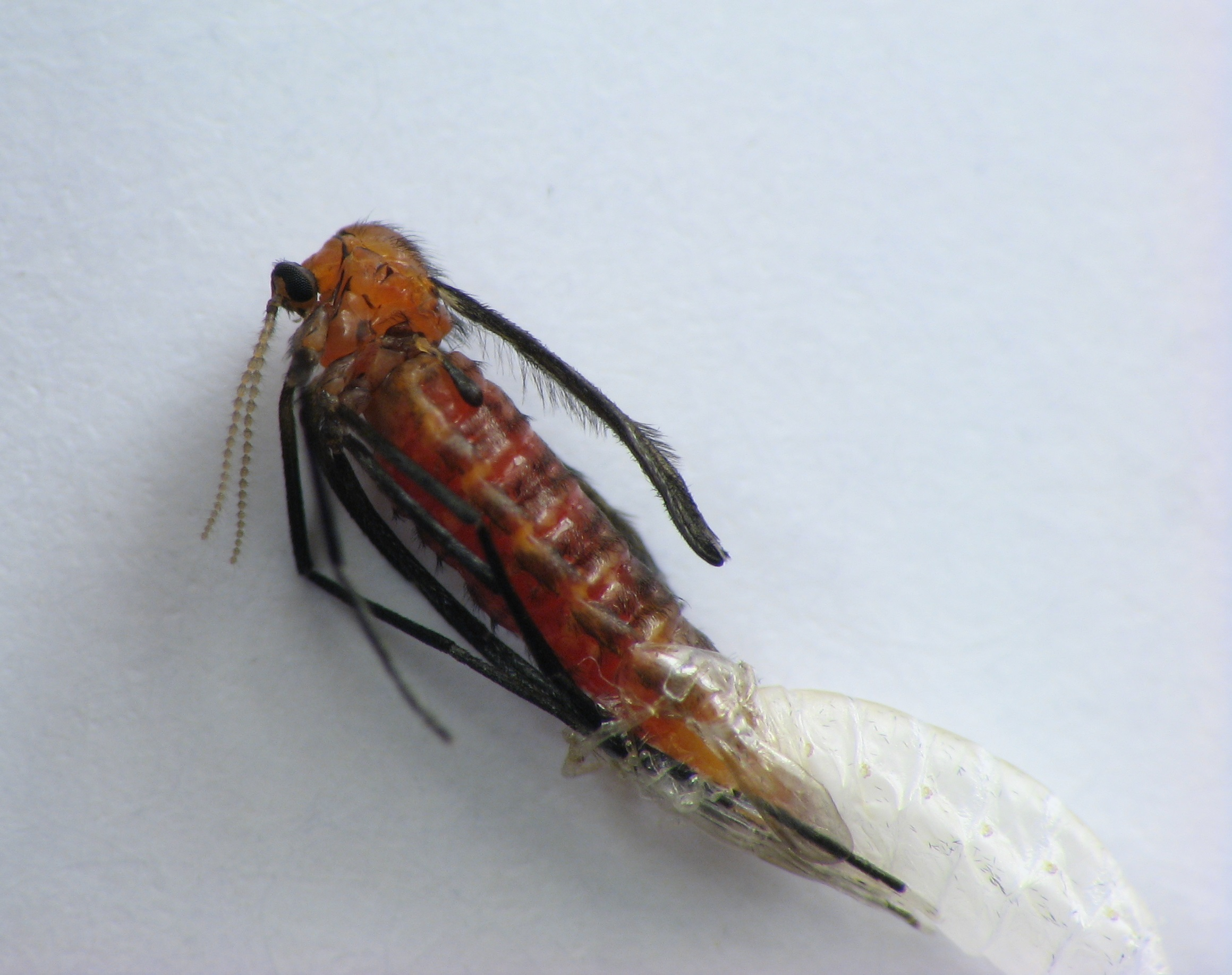
انسلاخ ذبابة العفص.

انسلاخ حشرة زيزية.

الانسلاخ هو عملية انسلاخ جليدة القشرية المميزة في مفصليات الأرجل من ضمنها الحشرات وعدد من اللافقاريات، والتي تنتمي جميعها إلى مجموعة الانسلاخيات.
تتخلص الحشرات من الهيكل الخارجي غير المرن عند نموها ليتشكل غطاء جديد؛ ويدعى الهيكل القديم المخلوع باسم السلاخة.